# Pablo Thiam
Pablo Thiam (Conakri, 3 de janeiro de 1974) é um ex-futebolista profissional guineense naturalizado alemão que atuava como zagueiro.  

## Carreira
Africano naturalizado alemão, Thiam foi jogador de destaque do FC Köln, Wolfsburg, Bayern de Munique e VFB Stuttgart, todos da Alemanha. 
Representou o elenco da Seleção Guineense de Futebol no Campeonato Africano das Nações de 2004, 2006 e 2008.